# 扎夫里夫
50°30′25″N 26°42′30″E / 50.50694°N 26.70833°E
扎夫里夫（烏克蘭語：Жаврів），是烏克蘭西北部的村莊，隸屬里夫內州的里夫內區。該村始建於1545年，面積2.04平方公里，海拔高度234米，2001年人口522，人口密度每平方公里256人。